# NeXTcube
NextCube fue introducida al mercado en octubre de 1988, es una caja negra de 12" por lado creada por Steve Jobs, esta computadora fue basada en el microprocesador Motorola 68030, a 25 MHz fue la más poderosa que existió en su momento.
Contaba con un monitor de 17" de  1120x832 pixeles en escalas de grises, una tarjeta gráfica con esta misma resolución a 2 bits y 256 KB VRAM, un microprocesador Motorola 68030 y una unidad de coma flotante Motorola 68882 a 25 MHz, que entregaban un desempeño de 15 MIPS o 2 MFLOPS, 128KB ROM, 8MB RAM expandibles a 64 MB, disco duro de 40 MB, unidad de disco óptico de 256 MB, ethernet delgado y 10 Base-T, 2 puertos seriales RS-423, 3 ranuras para NeXTbus y contaba con el sistema operativo NeXTstep 1.0, lanzada al mercado a un coste de US$ 6.500,00.
Dentro de las innovaciones que introdujo fue la utilización de PostScript para la presentación de imágenes en pantalla y en la impresión láser de 400 dpi. Utilizaba discos magnetoópticos en lugar de disquetes. La unidad de disquetes fue retirada de esta computadora 10 años antes que la iMac de 1998.
Su sistema operativo, tipo WIMP, que eventualmente resurgiría en el OS X de Apple, está basado en Unix.

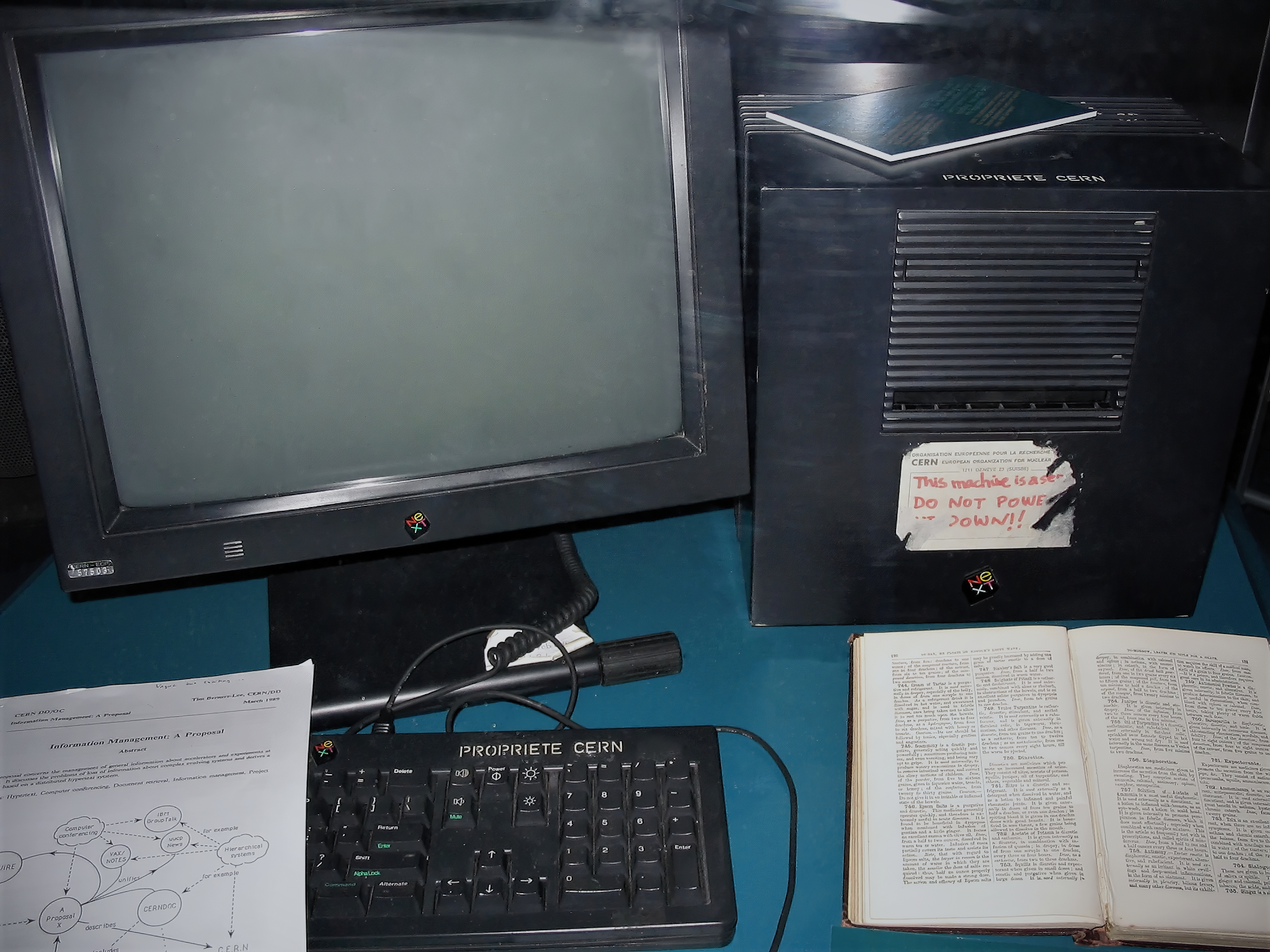
Este NeXTcube fue utilizado por Tim Berners-Lee como primer servidor en la World Wide Web.

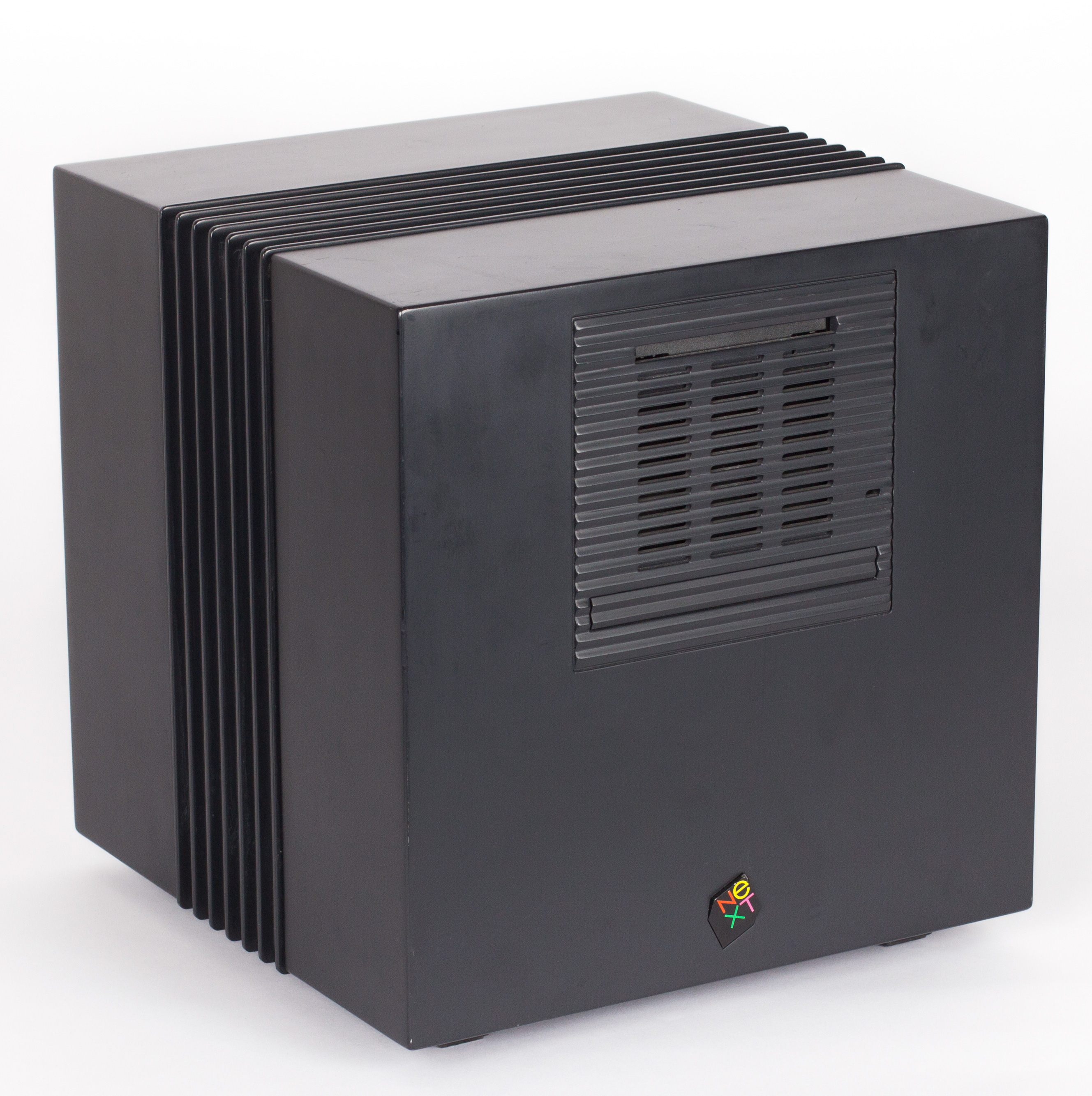
NeXTcube original

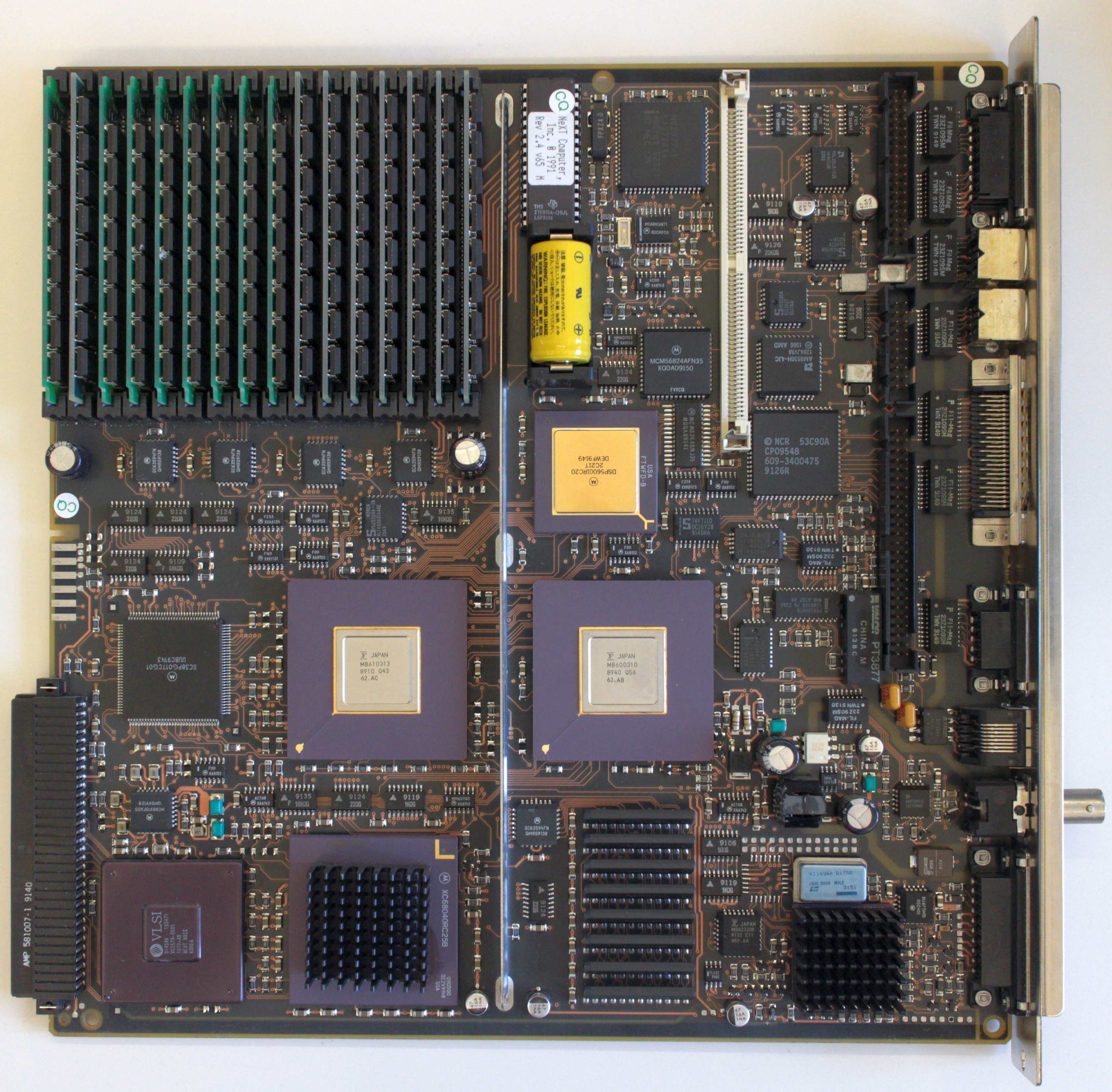
La placa base del NeXTcube con Motorola 68040 en el borde inferior. A la derecha están las interfaces, a la izquierda el bus del sistema. En la versión ampliada de la imagen, se describen la mayoría de los chips y conectores.